# Teatre postdramàtic
La noció de teatre postdramàtic va ser establerta per l'investigador teatral alemany Hans-Thies Lehmann al seu llibre Postdramatisches Theater, el qual resumeix una sèrie de tendències i trets estilístics que es van produir en el teatre d'avantguarda des de finals dels anys seixanta. El teatre que Lehmann anomena postdramàtic no té el seu centre d'interès principal en el text dramàtic, sinó que desenvolupa una estètica performativa en la qual el text de la representació es posa en una relació d'equivalència i de diàleg amb la resta d'elements que conformen configuren la representació i l'escena.
El teatre postdramàtic busca tenir en compte la situació material de l'escenificació i de la representació del públic singular que l'atén, per sobre de la fidelitat a un text dramàtic original. Lehmann situa allò que ell anomena «el nou teatre» com a part d'«una forma de percebre simultània i multi-perspectiva»; això, argumenta, es produeix, en gran part, per una reacció a la predominança del text escrit.
El nou teatre, afirma Lehmann, es caracteritza, entre altres coses, per "l'ús i la combinació d'estils heterogenis", situa la paraula en un "després" o "més enllà" del diàleg situacional i incorpora la noció d'«intèrpret (performer) com a tema i protagonista».
En les seves varietats més radicals, el teatre postdramàtic no presenta cap "argument" ni cap trama sinó que es concentra plenament en la interacció entre l'intèrpret i el públic.
Una altra manera d'utilitzar la noció és descriure obres de teatre amb poca o cap dramatúrgia, per exemple, les obres de Jon Fosse i With the People from the Bridge de Dimitris Lyacos.
Alguns noms associats amb el teatre postdramàtic són Tadeusz Kantor (Polònia), Heiner Müller (Alemanya), Robert Wilson (EUA), The Wooster Group (EUA), Elizabeth LeCompte (Nova York), Richard Foreman (EUA), Robert Lepage (Quebec), Pina Bausch (Alemanya), Jan Fabre, Jan Lauwers i Needcompany (Bèlgica), Frank Castorf (Alemanya), Elfriede Jelinek (Àustria), Heiner Goebbels (Alemanya), Forced Entertainment (Regne Unit) i Socìetas Raffaello Sanzio (Itàlia).
Una nova generació de directors postdramàtics que treballen a nivell internacional està canviant el panorama general: entre ells hi ha Thomas Luz, Amir Reza Koohestani, Susanne Kennedy, Dusan David Parizek, Yael Ronen, Simon Stone, Kai Tuchmann, Anna Bergmann, Bastian Kraft, Ulrich. Rasche, Nicolas Stemann i Kay Voges.

## Polèmica
Si bé el concepte de "teatre postdramàtic" s'ha popularitzat en els estudis teatrals, el terme és molt controvertit i no està exempt de crítiques. Sobretot, la cèlebre acadèmica Elinor Fuchs va criticar l'aplicació massa àmplia de Lehmann del terme a la seva revisió a TDR l'any 2008, assenyalant que "amb un sol terme, Lehmann recrea tres o més generacions d'experiències teatrals com a moviment. Pràcticament tots els artistes i grups de teatre contemporanis de renom internacional són aquí identificats com a practicants del postdramàtic." Fuchs continua assenyalant que Lehmann intenta mostrar l'abast del postdramàtic "mostrant que pot contenir tots els estats d'ànim i modes, hieràtics i profans, hermètics i populars, abstractes i concretament físics. En els termes semiòtics afavorits per la tradició crítica alemanya, Lehmann anivella la jerarquia tradicional dels signes teatrals i alhora multiplica els sistemes de signes."
Diversos estudiosos, inclòs Fuchs, també han assenyalat que el concepte de postdramàtic no és la idea original de Lehmann, i que, de fet, el concepte va ser introduït per primera vegada per Andrzej Wirth de l'Institut fur Angewandte Theaterwissenschaft i Richard Schechner, director de The Performance Group i professor d'Estudis de Performance a la Universitat de Nova York.